# Paaliaq
Paaliaq este un satelit neregulat prograd al lui Saturn. A fost descoperit de J.J. Kavelaars⁠(d), Brett J. Gladman⁠(d), Jean-Marc Petit, Hans Scholl, Matthew J. Holman⁠(d), Brian G. Marsden, Philip D. Nicholson⁠(d) și Joseph A. Burns⁠(d) la începutul lui octombrie 2000,    și primind denumirea temporară S/2000 S 2. A fost numit în august 2003 după un șaman fictiv din cartea „Blestemul șamanului”, scrisă de Michael Kusugak, care i-a furnizat lui Kavelaars numele giganților din mitologia inuită care au fost folosite pentru alți sateliți Saturnieni.
A fost numit în august 2003 după un șaman fictiv din cartea The Curse of the Shaman, scrisă de Michael Kusugak⁠(d), care i-a furnizat lui Kavelaars numele de giganți din mitologia inuită care au fost folosite pentru alți sateliți saturnieni. 
Se crede că Paaliaq are aproximativ 22 de kilometri în diametru și orbitează în jurul lui Saturn la o distanță medie de 15,2 milioane km în 687 de zile. Este un membru al grupului Inuit de sateliți neregulați. De asemenea, are o proximitate cu alți 9 sateliți care ajung până la zece mile de fiecare.
Este de culoare roșu deschis, iar în infraroșu spectrul Paaliapian (Paaliaqan)  este foarte asemănător cu sateliții grupului inuit Kiviuq și Siarnaq, susținând teza unei posibile origini comune a grupului Inuit într-o destrămare a unui corp mai mare. Curba sa de lumină are un tipar neobișnuit de patru minime, ceea ce sugerează că are o formă foarte ciudată.

Paaliaq fotografiat de pe 23 septembrie 2000